# Sigurjón Sighvatsson
Sigurjón Sighvatsson (né le 15 juin 1952 à Reykjavik), aussi appelé Joni Sighvatsson, est un producteur de film islandais. Diplômé comme BA en anglais et littérature de l'université d'Islande et d'un MFA de l'université du Sud de la Californie à Los Angeles.
Il est l'un des fondateurs de Propaganda Films (1986-2002).
Sighvatsson est le Consul général islandais à Los Angeles (honoraire).

## Filmographie sélective
- 1990 : Sailor et Lula, de David Lynch
- 1992 : Red Rock West, de John Dahl
- 1993 : Kalifornia, de Dominic Sena
- 1999 : Arlington Road, de Mark Pellington (producteur exécutif)
- 1999 : 200 Cigarettes, de Risa Bramon Garcia
- 2000 : Le Poids de l'eau, de Kathryn Bigelow
- 2002 : K-19 : Le Piège des profondeurs (K-19: The Widowmaker) de Kathryn Bigelow
- 2005 : Crime City, de Baltasar Kormákur
- 2006 : Zidane, un portrait du XXIe siècle, documentaire de Douglas Gordon et Philippe Parreno
- 2006 : The Last Winter de Larry Fessenden (producteur délégué)
- 2017 : Les Fantômes du passé (Ég man þig) d'Óskar Thór Axelsson